# (616560) 2005 XN113
(616560) 2005 XN113 est un objet transneptunien d'environ 200 km de diamètre, en résonance avec Neptune.